# Sante Portalupi
Sante Portalupi (* 1. November 1909 in Mortara, Provinz Pavia, Italien; † 31. März 1984) war ein italienischer Priester. Er war römisch-katholischer Erzbischof und Diplomat des Heiligen Stuhls.

## Leben
Sante Portalupi empfing am 15. April 1933 das Sakrament der Priesterweihe.
Papst Johannes XXIII. bestellte ihn zum Apostolischen Nuntius in Honduras und Nicaragua. Am 14. Oktober 1961 ernannte ihn Johannes XXIII. zum Titularerzbischof von Christopolis. Der Präfekt der Kongregation für die Ordnung der Sakramente, Benedetto Aloisi Kardinal Masella, spendete ihm am 3. Dezember desselben Jahres die Bischofsweihe; Mitkonsekratoren waren der Weihbischof in Mailand, Francesco Bertoglio, und der Substitut im Staatssekretariat des Heiligen Stuhls, Kurienerzbischof Angelo Dell’Acqua.
Am 27. September 1967 wurde Sante Portalupi zum Apostolischen Delegaten in der Zentralafrikanischen Republik ernannt. Papst Paul VI. bestellte ihn am 4. März 1972 zum Apostolischen Pro-Nuntius in Algerien und am 22. März desselben Jahres zudem zum Pro-Nuntius in Tunesien. Am 5. März 1976 wurde Portalupi zusätzlich Pro-Nuntius in Libyen und Marokko. Papst Johannes Paul II. ernannte ihn am 15. Dezember 1979 zum Apostolischen Nuntius in Portugal. 
Sante Portalupi nahm an allen vier Sitzungsperioden des Zweiten Vatikanischen Konzils teil.